# 克里尼奇內 (舊比利斯克區)
49°17′59″N 40°5′46″E / 49.29972°N 40.09611°E
克里尼奇內（烏克蘭語：Криничне）是位於烏克蘭東部的村莊，由盧甘斯克州舊比利斯克區的米洛韋市鎮負責管轄。該村始建於1951年，面積1.92平方公里，海拔高度106米，2001年人口57，人口密度每平方公里29.7人。